# O Gud, som herdar givit
O Gud, som herdar givit är en psalm med text skriven av Johan Olof Wallin.

## Publicerad i
- 1819 års psalmbok som nr 314 under rubriken "Med avseende på särskilda personer, tider och omständigheter: Lärare och åhörare: I allmänhet".[1]